# Eber
Eber (ebraică: עֵבֶר, standard: Éver, tiberiană: ʻĒḇer) este unul dintre strămoșii israeliților. El este fiul lui Șelah și tată lui Peleg.
Conform Genezei 11:14 „la vîrsta de treizeci de ani, Șelah a născut pe Eber.”
În tradiția iudaică, Eber, strănepotul lui Sem, a refuzat să participe la construcția turnului Babel, astfel încât limba sa nu a fost amestecată când Dumnezeu a oprit construcția Turnului, încurcând limbile și împrăștiind oamenii pe tot Pământul. El și familia sa a păstrat limba originală a oamenilor, limba ebraică, o limbă numită astfel după numele său, Eber (Heber), numită și „lingua humana” în latină. (Sunt mai multe interpretări religioase ale acestei chestiuni, vezi limba adamică.)